# Ali Kurt Baumgarten
Ali Kurt Baumgarten (Judenbach, 21 maart 1914 – Coburg, 4 april 2009) was een Duits kunstschilder. Baumgarten was een der laatste vertegenwoordigers van het expressionisme in Duitsland.
Baumgarten kreeg in de nazitijd in 1934 een schilderverbod, onder meer omdat hij de ets "Jazz" , een verboden muziekgenre, gemaakt had. Hij was een leerling van Karl Caspar, Hugo Troendle en Olaf Gulbransson in München en van Karl Schmidt-Rottluff in Berlijn. In de DDR verdiende hij de kost als ontwerper in de speelgoedindustrie en in het kunstambacht. Na de val van de Berlijnse Muur begon hij een nieuwe carrière als kunstschilder.

## Bron
- Der letzte Expressionist, Neue Presse, 21 maart 2009[dode link]

- Gemeinsame Normdatei: 13268876X
- International Standard Name Identifier: 0000 0000 6158 5832
- Library of Congress Control Number: no2009085876
- Virtual International Authority File: 30705914
- WorldCat: E39PBJhhvRk6fwQyMkVmM9FxjC